# بنة سرحدي (سر أسياب يوسفي)
بنة سرحدي (بالفارسية: بنه سرحدی) هي قرية تقع في إيران في قسم سر أسياب يوسفي الريفي. يقدر عدد سكانها بـ 67 نسمة بحسب إحصاء 2016.